# 山口博 (東京電力)
山口 博（やまぐち ひろし、1951年2月15日 - ）は、日本の電気技術者。東京電力ホールディングス代表執行役副社長技監や、関東電気保安協会理事長、電気学会会長を務めた。

## 人物・経歴
神奈川県出身。1973年横浜国立大学工学部電気工学科卒業。1975年横浜国立大学大学院工学研究科修士課程修了、東京電力入社。1993年工務部変電課長。1996年千葉支店工務部長。1998年東京電設サービス出向。2000年企画部東京支店設立準備グループ。2001年東京支店副支店長兼東京支店（安全担当）兼設備部長兼島嶼業務センター所長。2003年工務部長。2005年執行役員工務部長。2006年執行役員電力流通本部副本部長。2007年常務取締役電力流通本部副本部長。2012年取締役代表執行役副社長。2014年代表執行役副社長技監。2017年関東電気保安協会理事長。2018年電気学会会長、千代田化工建設取締役。2020年東電記念財団理事長。2021年関電工取締役会長、日本電気技術者協会会長。